# Quận Mille Lacs, Minnesota
Quận Mille Lacs là một quận thuộc tiểu bang Minnesota, Hoa Kỳ.
Quận này được đặt tên theo hồ Mille Lacs. Theo điều tra dân số của Cục điều tra dân số Hoa Kỳ năm 2000, quận có dân số 22.230 người. Quận lỵ đóng ở Milaca6.

## Địa lý
Theo Cục điều tra dân số Hoa Kỳ, quận có diện tích km2, trong đó có km2 là diện tích mặt nước.

### Các xa lộ chính
| - U.S. Highway 169 - Minnesota State Highway 18 - Minnesota State Highway 23 - Minnesota State Highway 27 | - Minnesota State Highway 47 - Minnesota State Highway 95 |

### Quận giáp ranh
- Quận Aitkin (bắc)
- Quận Kanabec (đông bắc)
- Quận Isanti (đông nam)
- Quận Sherburne (nam)
- Quận Benton (tây nam)
- Quận Morrison (tây)
- Quận Crow Wing (tây bắc)

## Thông tin nhân khẩu
Theo điều tra dân 2 năm 2000, quận đã có dân số 22.330 người, 8.638 hộ gia đình, và 6.003 gia đình sống trong quận hạt. Mật độ dân số là 39 người trên một dặm vuông (15/km ²). Có 10.467 đơn vị nhà ở với mật độ trung bình là 18 trên một dặm vuông (7/km ²). Cơ cấu chủng tộc của quận bao gồm 93,55% người da trắng, 0,27% da đen hay Mỹ gốc Phi, 4,68% người Mỹ bản xứ, 0,21% châu Á, Thái Bình Dương 0,01%, 0,22% từ các chủng tộc khác, và 1,05% từ hai hoặc nhiều chủng tộc. 0,96% dân số là người Hispanic hay Latino thuộc một chủng tộc nào. 31,9% là người gốc Đức, gốc Thụy Điển 14,4% và 14,2% gốc Na Uy theo điều tra dân số năm 2000.
Có 8.638 hộ, trong đó 32,20% có trẻ em dưới 18 tuổi sống chung với họ, 55,50% là đôi vợ chồng sống với nhau, 9,50% có một chủ hộ nữ và không có chồng, và 30,50% là các gia đình không. 25,90% hộ gia đình đã được tạo ra từ các cá nhân và 12,00% có người sống một mình 65 tuổi hoặc lớn tuổi hơn là người. Cỡ hộ trung bình là 2,53 và cỡ gia đình trung bình là 3,03.
Trong quận độ tuổi dân cư đã được trải ra với 27,00% dưới độ tuổi 18, 7,50% 18-24, 26,90% 25-44, 22,60% từ 45 đến 64, và 16,10% từ 65 tuổi trở lên người. Độ tuổi trung bình là 38 năm. Đối với mỗi 100 nữ có 98,00 nam giới. Đối với mỗi 100 nữ 18 tuổi trở lên, đã có 96,10 nam giới.
Thu nhập trung bình cho một hộ gia đình trong quận đạt 36.977 USD, và thu nhập trung bình cho một gia đình là 44.054 USD. Phái nam có thu nhập trung bình $ 32.348 so với 22.036 USD của phái nữ. Thu nhập bình quân đầu người là 17.656 USD. Có 6,70% gia đình và 9,60% dân số sống dưới mức nghèo khổ, bao gồm 10,90% những người dưới 18 tuổi và 11,30% của những người 65 tuổi hoặc hơn.